# District de Bocas del Toro
Le district de Bocas del Toro est l'une des divisions qui composent la province de Bocas del Toro, située dans la République du Panama.

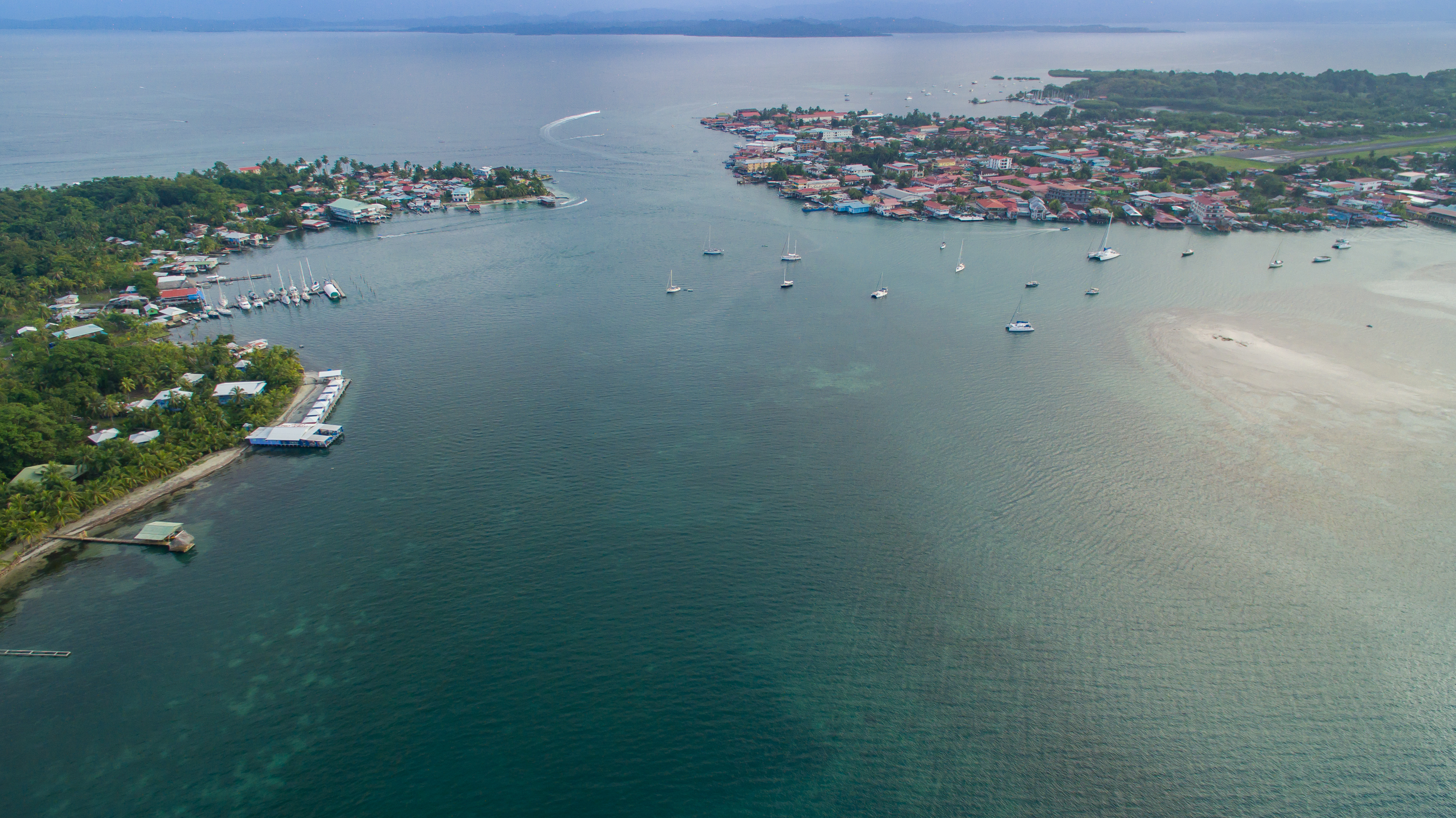

## Démographie
Au recensement de 2000, environ 73,5 % de la population est d'ascendance Chibcha.

## Géographie

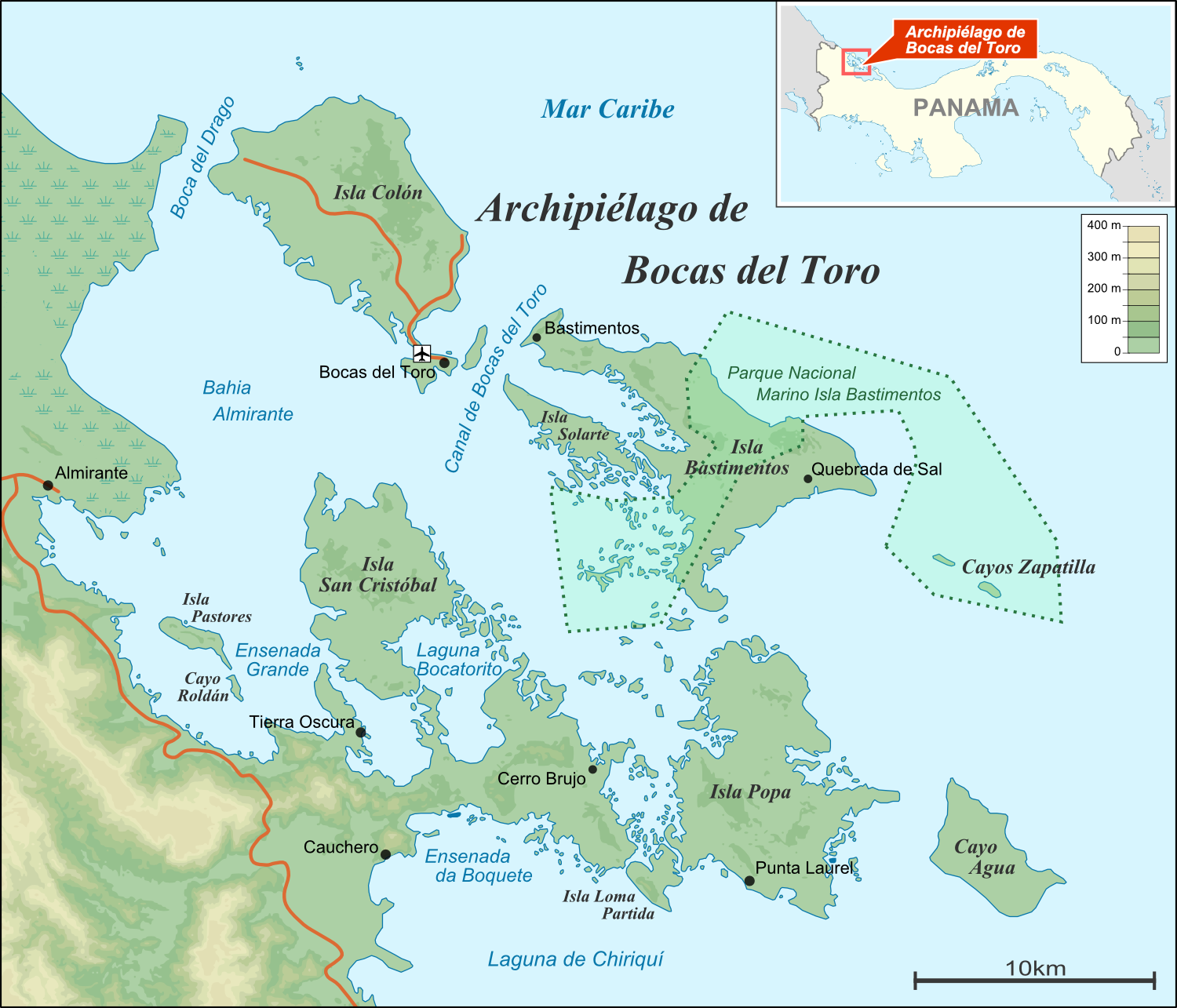
Archipel de Bocas del Toro.

Le district englobe une zone insulaire (archipel de Bocas del Toro) et une zone continentale englobant la péninsule d'Aguacate.

## Division politique
Le district se compose de six corregimientos
- Bastimentos
- Bocas del Toro
- Boca del Drago
- Punta Laurel
- Tierra Oscura
- San Cristóbal

## Économie
L'économie de cette province était basée sur la culture des bananes pour l'exportation, aujourd'hui le tourisme est devenu une source croissante de revenus.

## Culture
Bocas del Toro possède différentes cultures : espagnole, indigène, immigrants des Caraïbes, britannique et française, allemande et nord-américaines (qui ont toutes participé au développement de la région). À Bocas del Toro se trouve également la culture de la danse Congos, effectuée en mai pour célébrer le peuple noir, et la quadrille, entre autres. Comme d'autres provinces, elle possède ses plats typiques tels que le riz et haricots, l'escabèche, l'empanada pati et le riz à la noix de coco.

## Crédit d'auteurs
- (es) Cet article est partiellement ou en totalité issu de l’article de Wikipédia en espagnol intitulé « Distrito de Bocas del Toro » (voir la liste des auteurs).